# Hyperplasi
Hyperplasi (af gr: hyper, større/flere og plasía, forme/danne) er et lægeligt begreb, der betegner abnorm vækst af celler, væv eller organer, pga. øget celletal. Årsagen kan være mekanisk slid, sygdom, forgiftning eller alder.

## Histologi
Ved hyperplasi stiger antallet af celler, mens cellestørrelsen normalt bevares. Hård eller fortykket hud er et resultat af at hudcellerne deler sig hurtigere, hvorved huden kommer til at bestå af flere cellelag. I endometriet i livmoderen kombineres hyperplasi og hypertrofi i proliferationsfasen af menstruationscyklusen.
Hyperplasi skal hverken forveksles med dysplasi: celleforandringer, der evt. kan blive til cancer
eller neoplasi: decideret nyvækst/tumor, der kan være malign (cancer) eller benign.